# Botkul
Botkul (rusky Боткуль nebo Боткалы-Сор) je hořkoslané bezodtoké jezero na hranicích Ruska a Kazachstánu na severu Přikaspické nížiny. Má rozlohu 65,9 km². Je mělké a v suchých letech vysychá.